# Start Talking
Start Talking är det svenska hårdrocksbandet Bulletrains debutalbum, släppt den 24 oktober 2014 via skivbolaget AOR Heaven. Albumet var från början tänkt att släppas under 2011, men efter flera motgångar och bandmedlemmar som byttes ut dröjde det till slutet av 2013 innan Start Talking var färdiginspelat. Under sommaren 2014 signades Bulletrain av Metal Heaven, som är en underetikett till AOR Heaven, och det meddelades att de tänkte lansera Bulletrains debutalbum.
Start Talking fick främst positiva reaktioner från recensenter när det lanserades. Heavy Paradise valde Start Talking till det näst bästa albumet på deras lista Melodic Awards for 2014 och "Phantom Pain" utsågs till den näst bästa låten på listan 10 Best Tracks of 2014.

## Bakgrund och inspelning
Efter att Bulletrain hade lanserat två EP:er, Johnny Gonebad (2007) och Turn It Up! (2009), meddelade bandet den 6 juli 2010 att de hade planer på att släppa ett debutalbum. Under sommaren 2010 skapade Bulletrain ett röstningsformulär på sin hemsida, där man kunde rösta på vilken av deras tidigare utgivna låtar som potentiellt skulle komma med på debutalbumet. Den 4 december 2010 utannonserades låtarna "All for One", "Nothin' but Trouble" and "Start Talkin'" och demoversioner av dessa låtar spelades in i januari 2011. Från början var planen att lansera debutalbumet under 2011, men i och med att Bulletrains dåvarande sångare, Robert Lindell, lämnade bandet den 24 februari detta år och att bandets sologitarrist Mattias Persson bröt sin arm i maj samma år, sköts inspelningen av albumet upp. En ny sångare, Redas J. Davis, gick med i Bulletrain under våren 2011 och låten "Sixteen Seasons" släpptes och övervägdes komma med på albumet.
Den 28 september 2011 meddelade Bulletrain att de istället lade sin fokus på att spela in en tredje EP, What's Left Behind, tillsammans med producenterna Christofer Björck och Marcus Forsberg. Denna EP försenades dock och planerna på att lansera den gavs senare upp. Istället påbörjades inspelningarna för debutalbumet i slutet av 2011. Den 30 januari 2012 utannonserades det att Bulletrain skulle lansera albumet själva, istället för via Metal Heaven, och att det inte längre skulle spelas in i Polar Studios i Stockholm tillsammans med producenten Chris Laney. Istället skulle albumet spelas in i Tweak Studios i Helsingborg med Björck och Forsberg.
25 låtar skrevs för debutalbum och 13 av dem troddes bli inkluderade på slutprodukten. Trumslagandet var färdiginspelat den 12 mars 2012. Den 17 maj samma år spelades basspelandet in och sent i juni spelades gitarrerna in. Den 11 september 2012 meddelades det att Davis hade lämnat bandet. Bulletrain var då halvfärdiga med albuminspelningen, men de saknade sången. I november detta år spelade de in den akustiska gitarren. Den 14 april 2013 meddelade bandet att de skulle återvända till Tweak Studios för att lyssna igenom det inspelade låtmaterialet och inom kort spela in sången.
Den 15 juni 2013 höll Bulletrain sin första konsert på över ett år och de hade då både en ny basist, Niklas Månsson (deras tidigare basist Tim Svalö hade lämnat bandet under 2012), och sångare, Sebastian Sundberg. Den 4 december 2013 utannonserade bandet att de skulle åka upp till Stockholm denna månad för att slutföra inspelningen av debutalbumet tillsammans med producentduon RamPac (Johan Ramström och Patrik Magnusson). Den 16 februari 2014 meddelades det att albumet skulle mixas inom kort och den 31 maj samma år skrev bandet att debutalbumet var klart och redo att lanseras. 

## Albumnamn och förpackning
Den 25 augusti 2014 utannonserades det att debutalbumet hade titeln Start Talking. Skivomslaget, som utannonserades den 27 augusti 2014, består av ett uppfällt paraply med skotthål i sig. Kompgitarristen Robin Bengtsson ansåg att skivomslaget var subtilt och hade en viss mystik runt sig.

## Lansering och marknadsföring
Start Talking lanserades den 24 oktober 2014. Under sommaren 2014 signades Bulletrain av Metal Heaven och det meddelades att de skulle släppa debutalbumet. Smakprov av tre av albumets låtar utannonserades den 27 augusti 2014 och dagen efter meddelade bandet vilket datum Start Talking skulle släppas. Den 12 september 2014 fanns smakprov av varje albumlåt tillgänglig på hemsidan Melodicrock.com. Albumets releaseparty hölls på The Tivoli i Helsingborg den 25 oktober 2014, samma dag som Helsingborgs Bryggeri släppte ett Start Talking-inspirerat öl.

## Låtlista
All sångtext är skriven av Jonas Tillheden, om inte annat anges, alla låtar är komponerade av Mattias Persson, om inte annat anges.
| Nr           | Titel                       | Text            | Längd |
| ------------ | --------------------------- | --------------- | ----- |
| 1.           | Nothing but Trouble         |                 | 3:22  |
| 2.           | All for One                 |                 | 4:33  |
| 3.           | Dark Days (Dark Nights)     | Robin Bengtsson | 4:21  |
| 4.           | From the Bottom of My Heart |                 | 3:15  |
| 5.           | Even with My Eyes Closed    |                 | 4:01  |
| 6.           | Start Talking               |                 | 3:35  |
| 7.           | Out of Control              |                 | 3:17  |
| 8.           | Phantom Pain                |                 | 2:47  |
| 9.           | Bad Blood (Out of Love)     |                 | 5:56  |
| 10.          | Dicing with Death           |                 | 2:52  |
| 11.          | Take Me to the Sun          |                 | 4:24  |
| 12.          | Joanna's Secret             |                 | 4:06  |
| Total längd: | Total längd:                | Total längd:    | 46:29 |

## Medverkande
- Sebastian Sundberg – sång
- Mattias Persson – sologitarr, bakgrundssång, keyboard, ljudeffekter och redigering
- Robin Bengtsson – kompgitarr och bakgrundssång
- Niklas Månsson – elbas och bakgrundssång
- Jonas Tillheden – trummor och bakgrundssång

### Övriga medverkande
- Gustav Bergström – elbas på "From the Bottom of My Heart", "Out of Control" och "Phantom Pain"
- Kalle Yttergren – bakgrundssång på "Dicing with Death" och "Joanna's Secret"
- Bulletrain – producent
- Marcus Forsberg – producent
- RamPac – producent
- Buster Odeholm – mixning och mastering